# Edward Cullen
Edward Cullen (khai sinh Edward Anthony Masen) là nhân vật hư cấu trong Bộ tiểu thuyết Chạng vạng của tác giả Stephenie Meyer. Anh xuất hiện trong Chạng vạng, Trăng non, Eclipse và Breaking Dawn, cũng như trong phim Chạng vạng, và cuốn tiểu thuyết cuối cùng Midnight Sun kể lại các sự việc trong Chạng vạng theo điểm nhìn của Edward. Edward là một ma cà rồng, nhân vật nam chính trong Chạng vạng, yêu, cưới và có con với Bella Swan, một thiếu nữ về sau cũng được biến đổi thành ma cà rồng. Trong phim 2008 Chạng vạng, Edward được thể hiện bởi nam diễn viên Robert Pattinson.

## Ý tưởng
Nhân vật chịu ảnh hưởng từ Gilbert Blythe (Anne of Green Gables), Fitzwilliam Darcy (Kiêu hãnh và định kiến), và Edward Rochester (Jane Eyre) — và sau này Edward Cullen coi bản thân mình như một "quái vật".

## Nhân vật

### Chạng vạng
Trong Chạng vạng, Edward gặp Bella Swan, một cô gái mà chàng không thể xuyên thấu được ý nghĩ vì cô ấy sống quá khép kín, và sở hữu dòng máu hấp dẫn chưa từng có. Chàng bị quyến rũ bởi mùi hương của cô, nhưng sau vài lần cứu sống cô, chàng không thể chống đỡ nổi và yêu cô say đắm. Edward thừa nhận với Bella chàng là một ma cà rồng, và mặc dù có hình thể như một chàng trai tuổi 17, chàng thật ra sinh ngày 20 tháng 6 năm 1901 và đã 109 tuổi. Cha nuôi Carlisle Cullen đã biến đổi Edward thành ma cà rồng năm 1918 để cứu chàng thoát chết trong đại dịch cúm Tây Ban Nha ở Chicago, Illinois khi mẹ chàng cầu cứu.
Anh chàng ma cà rồng có vẻ được nhiều fan nữ yêu thích vì vẻ ngoài điển trai, khả năng kiểm soát hay tính tình khá thú vị. Thế nhưng nếu xem xét kỹ hơn thì Edward không hề lý tưởng như bạn nghĩ. Khi để ý và có cảm tình với Bella, anh chàng đã cô lập Bella khỏi bạn bè và gia đình, anh nhắc nhở rằng cô thật may mắn vì anh không phải kẻ giết người và anh cũng không ăn thịt cô. Thế nhưng bản tính thích chiếm hữu của Edward khá cao, ngay cả lúc anh không có mặt bên cạnh Bella. Anh thậm chí còn phá hỏng động cơ xe của cô để cô không thể bỏ đi đâu được. Hành động này quả thật khiến nhiều fan phải sợ hãi.
Edward cũng cảnh báo Bella về những nguy hiểm có thể đến khi ở bên chàng, hiểu được cuộc sống của cô bị đặt trong nguy hiểm nếu tiếp tục mối quan hệ bởi vì dòng máu cô có một sức hấp dẫn không thể cưỡng lại với chàng và những ma cà rồng khác. Bella gặp nguy hiểm bởi tên ma cà rồng khát máu, James. Với sự giúp đỡ từ gia đình, Edward cứu Bella khỏi James, nhưng chàng vẫn không muốn biến đổi Bella thành ma cà rồng.

### Trăng non
Trăng non bắt đầu với nỗi buồn ngày sinh nhật thứ 18 của Bella vì nó sẽ làm cô già đi so với tuổi mười bảy vĩnh viễn của Edward. Trong bữa tiệc sinh nhật Bella cắt phải tay, và em trai Edward, Jasper không kiềm chế được trước máu Bella, khiến Edward hiểu rằng mối quan hệ này khiến cô gặp nguy hiểm. Cố gắng bảo vệ Bella, chàng nói dối rằng không còn yêu cô và chuyển đi cùng gia đình, bỏ lại cô trong tan nát và tuyệt vọng.
Để làm yên lòng bố, Bella đi mua sắm cùng cô bạn Jessica. Ở đó, cô bất cẩn chạm trán với một nhóm côn đồ ngoài một quán bar và nhận ra mình có thể nghe thấy giọng nói du dương và hình ảnh của Edward khi gặp nguy hiểm. Hi vọng được nghe lại giọng nói và hình ảnh đó, Bella tìm kiếm sự mạo hiểm; cô nhờ Jacob Black sửa hai cái xe máy và dạy cô lái xe. Tình cảm phát triển mãnh liệt và Jacob thừa nhận tình cảm với Bella, dù không được cô đáp lại. Khi một ma cà rồng tên Laurent tấn công cô, Bella được một nhóm người sói cứu thoát. Sau đó, Bella phát hiện Jacob và đồng đội của cậu là người sói, và ả ma cà rồng Victoria tìm cách giết Bella để trả thù cho James.
Để nghe giọng nói và hình ảnh Edward một lần nữa, Bella đã đánh đổi cả cuộc đời của mình khi thử lao mình xuống biển từ vách đá và suýt chết đuối nhưng được Jacob cứu. Edward được Rosalie thông báo nhầm rằng Bella đã tự tử và khi anh gọi đến nhà của Bella thì Jacob nói rằng cha Charlie đang sắp xếp đám tang nên đã hiểu nhầm là Bella đã chết, anh rất đau khổ và đi đến Volterra, Ý là nơi ở của nhà Volturi _ những kẻ nắm giữ quyền lực tối cao để xin cái chết từ Volturi. Alice về Forks, phát hiện ra sự thật và cùng Bella ngăn cản Edward. Ba người nói chuyện với Volturi và hứa hẹn một ngày nào đó sẽ biến đổi Bella thành ma cà rồng. Volturi đe doạ sẽ giết Bella nếu lời hứa bị huỷ bỏ. Sau khi trở về, Edward nói với Bella chàng chưa bao giờ ngừng yêu cô và chàng rời Forks chỉ vì muốn tốt cho cô. Chàng xin lỗi về tất cả và cầu xin cô tha thứ. Bella mong muốn trở thành ma cà rồng, để gia đình Edward bỏ phiếu quyết định số phận cô. Tất cả đều đồng ý nhưng trừ Rosalie và Edward không đồng ý biến đổi cô, nhưng Edward ra điều kiện chỉ biến đổi cô nếu cô chịu lấy anh làm chồng.

### Nhật thực
Eclipse tiếp tục về mối tình giữa Bella và Edward. Edward giải thích chàng không muốn biến đổi Bella vì chàng tin ma cà rồng là những sinh vật không có linh hồn và không có chỗ trên thiên đường. Bella, bị ảnh hưởng bởi cuộc hôn nhân tan vỡ của cha mẹ, đồng ý lấy Edward với điều kiện chàng sẽ ân ái với cô khi cô còn là con người. Chàng phản đối vì sợ không kiểm soát được bản thân. Tuy nhiên, biết được ý nghĩa của điều đó với Bella, chàng đồng ý nhưng chỉ là điều đó sau đám cưới.
Câu chuyện được bao trùm bởi mưu đồ của Victoria, gặp Bella và nhà Cullens từ Chạng vạng, muốn trả thù cho người tình James, săn đuổi Bella và thành lập đội quân ma cà rồng. Chống lại hiểm hoạ này, một hiệp ước giữa nhà Cullens và nhóm người sói cầm đầu bởi Sam Uley và Jacob Black được thành lập. Bella chỉ xem Jacob như một người bạn nhưng, dù đã đính hôn với Edward, cô hôn Jacob và nhận ra cô cũng yêu cậu. Edward chấp nhận tình cảm của Bella dành cho Jacob và tiêu diệt Victoria, Bella hiểu rằng Edward là người quan trọng nhất trong cuộc đời cô, quyết định nói với bố về lễ đính hôn.

### Hừng Đông
Mở đầu Breaking Dawn, Bella kết hôn Edward, hôn lễ được sắp xếp bởi Alice. Họ hưởng trăng mật tại đảo Esme, một hòn đảo nhỏ Carlisle tặng cho Esme. Vấn đề ân ái gây mâu thuẫn giữa hai vợ chồng: Edward lo sợ chàng sẽ làm hại vợ, nhưng Bella kiên quyết muốn ân ái cùng chàng. Chàng đành phải làm vậy khi cô vẫn còn là một con người. Ngay sau đó, Bella trở nên vô cùng yếu đuối vì thai nghén.
Edward ngạc nhiên tột đỉnh và đưa Bella về gặp Carlisle, ông đã khẳng định điều này. Chàng gần như mất trí khi cái thai tàn phá sức khoẻ Bella nhanh chóng, và muốn ép cô phá thai, nhưng Bella kiên quyết sinh con. Sau rồi Edward bắt đầu yêu thương con sau khi 'nghe' được suy nghĩ của nó và hiểu rằng đứa bé rất yêu mẹ và không bao giờ muốn làm cô đau đớn.
Bella suýt chết khi sinh con, nhưng Edward cứu sống được đứa trẻ và biến đổi Bella thành ma cà rồng để cứu cô. Trong thời gian biến đổi của Bella, Jacob nhận ra mình đã tìm được tri kỉ theo cách của một người sói— đó là đứa trẻ mới sinh, Renesmee Carlie Cullen.
Sau khi ả ma cà rồng Irina tưởng nhầm Renesmee là đứa trẻ bất tử (một điều cấm kị của giới ma cà rồng), nhà Volturi đến để trừng phạt nhà Cullen.Biết rằng nhà Volturi sẽ không nghe lời giải thích của gia đình nhà Cullen,các thành viên trong gia đình Cullen đã tản ra khắp tìm kiếm những người cùng gia tộc ma cà rồng trên khắp thế giới để làm chứng cho Renesmee là nửa người nửa ma cà rồng chứ không phải là đứa trẻ bất tử.Khi Aro ra lệnh giết chết Irina nhằm khiêu khích gia đình Cullen tấn công trước thì Alice trở về.Được Alice cho nhìn thấy trước tương lai là nếu Aro quyết định chiến đấu thì ông sẽ nhận lấy cái chết trừ khi ông thay đổi quyết định rút về.Sau khi nhà Volturi đi rồi, Edward, Bella cùng con gái sống cuộc đời hạnh phúc mãi mãi.

## Đặc điểm
Edward được miêu tả theo lời Bella là vô cùng quyến rũ, lịch thiệp, quyết đoán và cứng cỏi. Chàng luôn cố hết sức bảo vệ Bella và cuộc sống của cô hơn bất cứ thứ gì khác. Chàng sở hữu giọng nói du dương chỉ có ở đầu thế kỉ hai mươi, và vô cùng truyền cảm. Mặc dù vậy, Edward luôn tự coi mình là một quái vật, và sau khi yêu Bella, chàng tuyệt vọng ước mình là một con người.

### Hình thể
Như những ma cà rồng khác trong Chạng vạng, Edward được miêu tả theo lời Bella là sở hữu một vẻ đẹp không tưởng. Nhiều khi cô so sánh chàng với chàng trai đẹp nhất Adonis trong thần thoại Hy Lạp xưa. Làn da trắng, lạnh băng như cẩm thạch và lấp lánh dưới ánh mặt trời. Gương mặt hoàn hảo với gò má cao, quai hàm vuông vức, mũi dọc dừa và đôi môi đầy đặn. Mái tóc, luôn luôn rối bù, mang màu đồng đặc biệt được thừa hưởng từ người mẹ quá cố. Đôi mắt, đã từng xanh lục, giờ đây có màu như hổ phách. Màu mắt thay đổi theo độ khát: vàng sẫm, đen tuyền và vàng. Edward cao 6'2"(1m90), mảnh dẻ nhưng vạm vỡ.

### Năng lực, sở thích
Edward, như mọi ma cà rồng trong Chạng vạng, có vẻ đẹp, sức mạnh, giọng nói, sức bền, tốc độ như một siêu nhân. Mùi hương và chất giọng có sức cám dỗ đến mê hoặc, khiến Bella choáng váng và ám ảnh. Trong Chạng vạng, Edward thổ lộ rằng chàng và đồng loại không cần thở, dù điều đó gây đôi chút khó chịu. Chàng không thể tiêu hoá thức ăn, và coi đó như việc ăn bậy ăn bạ của một người bình thường. Cũng như thế, Edward không thể ngủ.
Edward chắc chắn những năng lực của mình là độc nhất. Chàng là người có tốc độ nhanh nhất trong gia đình. Có thể là một kết quả của năng lực thấu hiểu người khác khi còn sống, Edward có thể đọc được suy nghĩ của bất cứ ai trong bán kính vài dặm; nhưng chàng không thể đọc được suy nghĩ của Bella. Bella khẳng định điều đó là do cô có một nội tâm quá khép kín. Edward vẫn sở hữu những cung cách và giọng nói của con người đầu thế kỉ hai mươi.
Edward yêu âm nhạc, chơi piano như một nghệ sĩ bậc thầy. Chàng thích rất nhiều thể loại nhạc, bao gồm nhạc cổ điển, jazz, rock nhưng ghét nhạc đồng quê. Chàng hay nghe nhạc rock khi đi trên đường, và mê rock và nhạc cổ điển như nhau. Chàng thổ lộ trong Chạng vạng rằng thích nhạc thập niên năm mươi hơn những năm sáu mươi, ghét bảy mươi, và tám mươi thì "tạm chấp nhận"
Một sở thích của Edward là sưu tầm xe hơi. Chàng sở hữu một chiếc Volvo S60 R và một chiếc Aston Martin V12 Vanquish. Chàng cũng tặng cô em Alice một chiếc Porsche 911 Turbo trong Eclipse Chàng mua xe gắn máy để phóng cạnh Bella với câu nói 'Anh sẽ theo em đến cùng' vì biết nàng rất thích đi xe máy cùng Jacob. Trong Breaking Dawn theo suy nghĩ của chàng thì Bella là người có vận rủi tồi tệ nên để bảo vệ nàng chàng đã mua tới hai chiếc xe hơi. Một chiếc Mercedes dùng trước đám cưới. Chiếc xe này có thể chống được cả tên lửa. Để dùng sau đám cưới chàng mua sẵn một chiếc Ferrari với mục đích lướt gió vì khi ấy chàng đã lên kế hoạch biến đổi vợ thành ma cà rồng.

## Lên màn ảnh
Edward Cullen trong Phim Chạng vạng được thể hiện bởi nam diễn viên Robert Pattinson.